# Jevgenij Kafelnikov

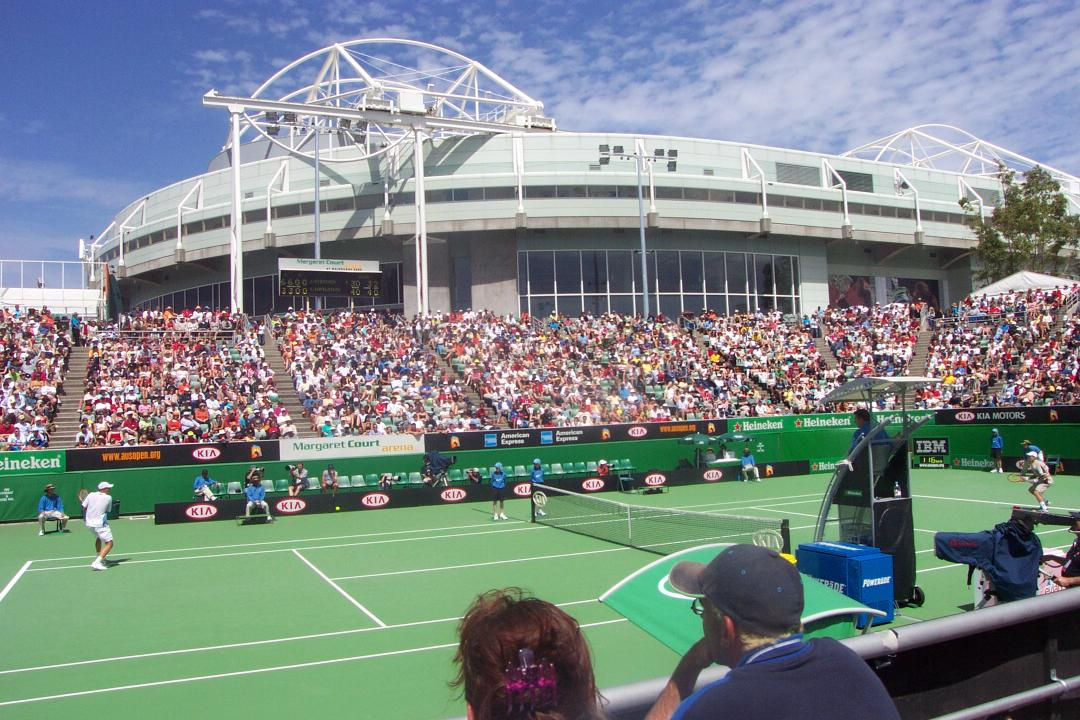
Jefgenij Kafelnikov vlevo na Australian Open vs. Jarkko Niemenen

Jevgenij Alexandrovič Kafelnikov (* 18. února 1974, Soči, Sovětský svaz) je bývalý profesionální ruský tenista. V květnu a červnu 1999 byl na 1. místě mezinárodního žebříčku ATP.

## Tenisová kariéra
Kafelnikov vyhrál za svou kariéru 26 turnajů ATP ve dvouhře (z toho 2 grandslamové turnaje) a 27 turnajů ve čtyřhře (z toho 4 grandslamy).
Vítězství ve dvouhře:
- 1994 – Adelaide, Kodaň, Long Island
- 1995 – Milán, Petrohrad, Gstaad, Long Island
- 1996 – Adelaide, Praha, French Open, Lyon
- 1997 – Halle, New Haven, Moskva
- 1998 – Londýn, Halle, Moskva
- 1999 – Australian Open, Rotterdam, Moskva
- 2000 – Sydney (olympijský turnaj), Moskva
- 2001 – Marseille, Moskva
- 2002 – Halle, Taškent

Ve třech případech vítězství ve čtyřhře na grandslamech byl jeho partnerem český tenista Daniel Vacek. Bylo to na French Open 1996 a 1997 a na US Open 1997.

## Tenisová síň slávy
V roce 2019 byl Kafelnikov uveden do mezinárodní tenisové síně slávy (International Tennis Hall of Fame).